# تفجير أنقرة 2007
تفجير أنقرة 2007 كان هجوم انتحاري وقع في أنقرة عاصمة تركيا، يوم 22 مايو 2007. وأفادت مصار إلى أن ستة أشخاص قتلوا بينهم جندي من أصل باكستاني، وأصيب 121 شخصاً. والشخص السابع توفي متأثراً بجراحه يوم 7 يونيو، وفي يوم 17 يونيو ارتفع عدد القتلى إلى ثمانية. والشخص التاسع توفي يوم 4 يوليو متأثراً بجراحه.